# Masayoshi Uchida
Masayoshi Uchida (jap. 内田正練 Uchida Masayoshi; ur. 4 stycznia 1898 w Hamamatsu, zm. w 1945) – japoński pływak, uczestnik Letnich Igrzysk 1920.
Podczas igrzysk w 1920 roku wystartował na 100 metrów stylem dowolnym, lecz odpadł w eliminacjach. Brał również udział w wyścigu na 400 metrów st. dowolnym, 1500 metrów st. dowolnym oraz skokach do wody z wieży.